# Elena Klenina
Elena Klenina (ur. 3 października 1968) – jest archeologiem klasycznym i historykiem antyku. Profesor UAM na Wydziale Historii Uniwersytetu im. Adama Mickiewicza w Poznaniu, gdzie pracuje w Pracowni Historii Wizualnej oraz kieruje Centrum Ekspedycji Novae. Od 2017 r. - kierownik Międzynarodowej Interdyscyplinarnej Ekspedycji UAM „Novae”. W latach 2018–2023 -  kierownik wieloletniego polsko-gruzińskiego projektu naukowo-badawczego na terenie antycznego miasta Nekresi (Królestwo Iberii).  Redaktor naukowy serii wydawniczej Novae. Studies and Materials.
W 1994 roku ukończyła studia wyższe w zakresie historii ze specjalnością archeologia na Wydziale Historycznym Państwowego Uniwersytetu w Symferopolu (Ukraina). 
Stopień doktorski uzyskała w 2005 na podstawie pracy pt. Stołowa i kuchenna ceramika III-VI wieku z Novae (północna Bułgaria) (promotorem był prof. Tadeusz Makiewicz). Habilitowała się w 2020 na podstawie oceny dorobku naukowego i monografii pt. Chersonesus Taurica in the Principate. Some Aspects of Economic History according to Archaeological Data.